# Opharus agramma
Opharus agramma är en fjärilsart som beskrevs av Paul Dognin 1906. Opharus agramma ingår i släktet Opharus och familjen björnspinnare. Inga underarter finns listade i Catalogue of Life.